# Дражево (Болгария)
Дражево (болг. Дражево) — село в Болгарии. Находится в Ямболской области, входит в общину Тунджа. Население составляет 720 человек.

## Политическая ситуация
В местном кметстве Дражево, в состав которого входит Дражево, должность кмета (старосты) исполняет Тодорка Стоянова Фотева (независимый) по результатам выборов.
Кмет (мэр) общины Тунджа — Георги Стоянов Георгиев (коалиция партий: Болгарская социалистическая партия и Болгарская социал-демократия) по результатам выборов.